# Нисихара (станция)
Станция Нисихара (яп. 西原駅 Нисихара эки) — железнодорожная станция на линии Астрам-лайн расположенная в районе Асаминами, Хиросима. Островная, эстакадная крытая станция. Станция была открыта 20 августа 1994 года. На станции установлены платформенные раздвижные двери.

## История
Открыта 20 августа 1994 года.

## Близлежащие станции
| «                 |  | Линия             |  | »         |
| ----------------- |  | ----------------- |  | --------- |
| Гион-симбаси-кита |  | Линия Астрам-лайн |  | Накасудзи |